# XP-54 (航空機)
XP-54 スウースグース
飛行するXP-54-VU 41-1211号機 (1943年撮影)
- 用途：戦闘機
- 分類：陸上戦闘機
- 製造者：ヴァルティー・エアクラフト社
- 運用者： アメリカ陸軍航空軍（予定）
- 初飛行：1943年1月15日
- 生産数：2機
- 運用状況：未就役
- 派生型：XP-68 トーネード

XP-54 スウースグース（Vultee XP-54 Swoose Goose）は、アメリカ合衆国のヴァルティー社がアメリカ陸軍航空軍向けに開発した試作戦闘機である。単発の推進式レシプロエンジンを胴体後部に配置してプロペラを駆動し、尾翼を双ブームで支えるという特異な形状であった。搭載予定の大出力エンジンが完成しなかったこともあって、2機の試作のみに終わった。
愛称の「スウースグース (Swoose Goose)」とは、ハクチョウに似たカモ（Swoose=Swan+Goose）であるサカツラガンのことである。

## 概要
1939年にアメリカ陸軍航空隊はレシプロ機の限界を打ち破るべく周回計画(Circular Proposal)R40Cという単発の迎撃機の仕様を航空メーカー8社に提示したが、この中においてカーティス社製先尾翼機・XP-55と、ノースロップ社製無尾翼機・XP-56と共に試作契約を勝ち取ったのがヴァルティー社製の本機である。胴体の後ろにプロペラを置く推進式の型式を採用した。同じ形式は日本陸軍のキ98、日本海軍の閃電やスウェーデンのサーブ社製サーブ 21が採用している。この機体形式とプラット&ウィトニーが当時開発中だったX-1800-A4Gエンジンを組合せることにより、最大速度は821km/hが可能とヴァルティー社では計画していた。
その後X-1800-A4Gエンジンの開発が中止になったため、代わりにライカミングXH-2470エンジンを搭載することになり、機体の設計も大幅に変わり対爆撃機用の高高度迎撃機として開発されることになった。本機は様々な新機軸を採用していたが、特に乗員の搭乗に関する機構は、パイロットは胴体の下面から下がってくる座席に乗ってエレベーター式に操縦席に乗り込み、緊急脱出時はシートごと胴体下面に射出するという珍しい機構を採用していた。さらに武装を収めた機首部を+3°〜-6°の範囲で可動式とした。
新機軸を多数盛り込んだために開発は遅れ、試作第1号機の初飛行は1943年1月15日となった。初飛行ではプロペラが不調だったため、30分余りの飛行で終わってしまった。その後もテストは続けられたが、ライカミング社のエンジン（元々海軍向けに開発中の試作エンジンだった）はトラブル続きで予定の出力が出ず、また機体重量がP-51マスタング戦闘機の約2倍ということもあり最高速度は612 km/hしか出なかった。試作2号機は、ターボ過給器を改良していたが、これもエンジン不調に悩まされたった1回の飛行で、1号機ともども工場に戻されることになった。その内にライカミングXH-2470エンジンの開発中止が決定したため、本機の開発計画は自動的に消滅する形になった。さらに強力なライトR-2160トーネードエンジンを搭載する計画にXP-68 トーネードの名称があたえられたが、これも搭載予定であったエンジンが開発の目処がたたなかったことで開発中止となった。
なお、本機は第二次世界大戦時の単発戦闘機で最も全長の長い戦闘機であると話題になったことがある。

## 諸元
- 試作段階で中止となった為か、数値には諸説があり、これはその一例である。

| 全幅         | 16.4 m                                                                |          |          |          |          |
| 全長         | 16.68 m                                                               |          |          |          |          |
| 全高         | 4.41 m                                                                |          |          |          |          |
| 翼面積       | 42.36 m2                                                              | 42.36 m2 | 42.36 m2 | 42.36 m2 | 42.36 m2 |
| 翼面荷重     | kg/m2                                                                 | kg/m2    | kg/m2    | kg/m2    | kg/m2    |
| 自重         | 6,923 kg                                                              |          |          |          |          |
| 正規全備重量 | 8,270 kg                                                              |          |          |          |          |
| 発動機       | ライカミング XH-2470-1 液冷Ｈ型24気筒（離昇2,300馬力）1基             |          |          |          |          |
| 最高速度     | 648 km/h（高度8,700 m）                                               |          |          |          |          |
| 上昇力       | 5,000 mまで約7分6秒                                                   |          |          |          |          |
| 航続距離     | 1,368 km                                                              |          |          |          |          |
| 武装         | ブラウニング T12/13 37 mm機関砲 2門 ブラウニング M2 12.7 mm機関銃 2挺 |          |          |          |          |
| 爆装         | なし                                                                  |          |          |          |          |
| 生産数       | 2機                                                                   |          |          |          |          |

## 現存する機体
現存している機体は今のところ確認されていない。

## 登場作品

### ゲーム
『鋼鉄の咆哮 ウォーシップコマンダー』
アメリカ型の航空機として登場。史実通り37 mm機関砲を搭載。